# Шосе A33 (Ботсвана)
Шосе A33 — дорога протяжністю 363 кілометри у Ботсвані, яка з'єднує смугу Капріві в Намібії, а також Замбію з Натою через Казунгулу. Це важливий маршрут, яким користуються автомобілісти із Замбії та смуги Капріві для доступу до міст Ботсвани.